# Benoît Salmon
Benoît Salmon (Dinan, 9 maggio 1974) è un dirigente sportivo ed ex ciclista su strada francese.
Professionista dal 1995 al 2008, ha preso parte a otto edizioni del Tour de France aggiudicandosi la classifica giovani nel 1999. Dal 2010 è direttore sportivo del Vélo Club La Pomme Marseille.

## Palmarès
- 1990 (allievi)

Campionati francesi allievi, Prova in linea
- 1992 (allievi)

Campionati francesi allievi, Prova in linea
- 1994

Paris-Auxerre
- 1996

Flèche Ardennaise
- 1998

4ª tappa Tour du Vancluse
Classifica generale Tour du Vaucluse
- 1999

4ª tappa Grand Prix du Midi Libre
Classifica generale Grand Prix du Midi Libre
- 2001

6ª tappa Grand Prix du Midi Libre

### Altri successi
- 1999

Classifica giovani Tour de France

## Piazzamenti

### Grandi Giri
- Tour de France

1997: squalificato
1998: 28º
1999: 16º
2000: 127º
2001: 35º
2004: 83º
2006: 39º
2007: 125º
- Vuelta a España

2002: 83º

### Classiche monumento
- Milano-Sanremo

2000: 162º
- Liegi-Bastogne-Liegi

1997: 23º
2000: 76º
2007: 14º

### Competizioni mondiali
- Campionati del mondo

Lugano 1996 - In linea: ritirato